# (101955) Bennu
(101955) Bennu és un asteroide proper a la Terra d'uns 490 metres de diàmetre i una massa de 6× 10¹⁰ kg. El seu acostament màxim al Sol (periheli) queda a l'interior de l'òrbita de la Terra i el seu allunyament màxim (afeli) arriba gairebé a l'òrbita de Mart. No obstant això, no intercepta l'òrbita de la Terra a causa que l'òrbita de l'asteroide està en un altre pla orbital. És classificat com un asteroide Apol·lo (asteroides les òrbites dels quals estan en els voltants de l'òrbita de la Terra). Bennu pertany als asteroides potencialment perillosos i hi ha una probabilitat d'un 1/2700 que impacti amb la Terra entre 2175 i 2199. La magnitud absoluta de Bennu és 20,9 i el període de rotació de 4,288 hores.
Aquest asteroide va ser seleccionat per ser visitat per la sonda espacial OSIRIS-REx llançada el 8 de setembre de l'any 2016. Aquesta sonda recollí mostres de pols de l'asteroide amb un braç robòtic i les dugué a la terra. S'estimava que en podria recollir més de 60 grams. La recollida es preveia prevista per a l'any 2019 i el retorn a la Terra amb les mostres ha sigut en el 2023.
Les primeres imatges enviades per la sonda van mostrar un cos lleugerament més eixamplat per l'equador, cobert de regolita a causa d'impactes amb altres cossos, que hi han deixat alguns blocs, i format bàsicament per materials petits (sorres i graves) amb gels a l'interior, com és propi dels asteroides transicionals. És geològicament actiu perquè la sublimació dels gels arrossega algunes partícules que es desprenen de l'asteroide.

## Descobriment i nom
Bennu va ser descobert per l'equip del Lincoln Near-Earth Asteroid Research des del Lloc de Proves Experimentals, a Socorro, Estats Units, l'11 de setembre de 1999. Va rebre originalment la designació 1999 RQ36 RQ36. Quan l'hi va seleccionar per ser destinació de la sonda espacial, la Societat Planetària va convocar un concurs per posar-li un nom. El concurs va ser guanyat per un nen de 9 anys, que va suggerir el nom Bennu, per un ocell associat amb el déu egipci Osiris.

## Paràmetres orbitals
Bennu orbita a una distància mitjana d'1,126 ua del Sol, podent apropar-se fins a 0,8969 ua i allunyar-se'n fins a 1,356 ua. Té una excentricitat de 0,2037 i una inclinació orbital de 6,035 graus. Triga en completar una òrbita al voltant del Sol 436,6 dies. El moviment de Bennu sobre el fons estel·lar és de 0,8245 graus per dia.